# Christian Vieri
Christian Vieri, detto Bobo (Bologna, 12 luglio 1973), è un ex calciatore italiano, di ruolo attaccante.
Considerato uno dei più forti attaccanti della storia del calcio italiano e della sua generazione, ha militato in dodici squadre, di cui dieci italiane tra Serie C1, Serie A e Serie B e due estere (Atlético Madrid e Monaco); ha legato il suo nome principalmente all'Inter, di cui vestì i colori dal 1999 al 2005, vincendo la Coppa Italia 2004-2005. In precedenza aveva vinto la Supercoppa UEFA 1996, la Coppa Intercontinentale 1996 e il campionato italiano 1996-1997 con la Juventus e la Supercoppa Italiana 1998 e la Coppa delle Coppe 1999 con la Lazio, oltre a vari titoli individuali tra cui spiccano i titoli di capocannoniere della Primera División 1997-1998 e della Serie A 2002-2003, nonché tre Oscar del calcio AIC (Miglior calciatore assoluto 1999, e Miglior calciatore italiano 1999 e 2002).
Durante l'estate del 1999, il suo trasferimento dalla Lazio all'Inter per 90 miliardi di lire stabilì – all'epoca – un record nella storia del calciomercato.
Con la nazionale italiana ha totalizzato 49 presenze e 23 reti, partecipando a due Mondiali (Francia 1998 e Corea del Sud-Giappone 2002) e un Europeo (Portogallo 2004); durante il campionato del mondo 2002 ha raggiunto il record italiano di marcature nei Mondiali detenuto da Paolo Rossi e Roberto Baggio, con 9 gol. Ha inoltre vinto l'Europeo 1994 e 1996 con la selezione Under-21.
Nel 2004 Pelé lo ha inserito nella FIFA 100, la lista dei 125 migliori calciatori viventi, redatta in occasione del Centenario della FIFA. È al 71º posto nella classifica dei migliori calciatori del XX secolo pubblicata dalla rivista World Soccer. Nell'edizione 2022 è entrato a far parte della Hall of Fame dell'Inter.

## Biografia
Nasce a Bologna, città dove giocava all'epoca il padre Roberto, calciatore pratese detto Bob – da cui deriva il suo soprannome Bobo –; la madre invece è Christiane "Nathalie" Rivaux, francese. È inoltre fratello maggiore di Massimiliano, divenuto anch'egli calciatore. All'età di 4 anni emigrò con la famiglia in Australia, dove ebbe le prime esperienze calcistiche. Tornato in Italia all'età di 14 anni, sempre al seguito della famiglia, ha vissuto nella città d'origine del padre.
Nei primi anni 2000 ha avuto una relazione con Elisabetta Canalis, mentre tra il 2006 e il 2011 è stato legato a Melissa Satta. Dal 2019 è sposato con Costanza Caracciolo, dalla quale ha avuto due figlie, nate rispettivamente nel 2018 e nel 2020.

## Caratteristiche tecniche
Vieri era un centravanti dotato di grande forza fisica, veloce in progressione e molto efficace nel gioco aereo. Paragonato a Giorgio Chinaglia, nonostante il fisico massiccio, tra le sue migliori qualità rientrava l'opportunismo, prerogativa di attaccanti più esili; in più, grazie a un sinistro potente e preciso, sapeva rendersi pericoloso anche lontano dalla porta avversaria, con improvvise conclusioni da lunga distanza. Nelle sue stagioni più felici ha mantenuto medie realizzative molto elevate, coniugando il notevole senso del gol con l'abilità nel giocare di sponda e nel servire assist ai compagni: tali doti, associate a un carattere da trascinatore, lo rendevano un importante uomo-squadra. Era inoltre un buon rigorista.
Nella fase iniziale della carriera era considerato un giocatore piuttosto grezzo, tanto da sollevare dubbi sulle sue effettive possibilità di emergere ad alti livelli; per di più, la sua ascesa fu ritardata da frequenti infortuni. Con l'allenamento costante Vieri incrementò il proprio tasso tecnico, fino ad affermarsi come uno dei migliori centravanti della sua generazione: ciò gli ha valso numerosi accostamenti a grandi goleador del passato, in particolare a Gigi Riva, rispetto al quale ha saputo acquisire un repertorio forse più raffinato, pur senza eguagliarne la potenza e le soluzioni di tiro; lo stesso Riva, peraltro, ne ha tessuto le lodi, giudicandolo nel 1999 «l'attaccante, se non più forte in senso assoluto, certamente più completo al mondo». Un altro suo predecessore, Roberto Boninsegna, ha affermato di aver rivisto in Vieri molte delle proprie caratteristiche.

## Carriera

### Club

#### Gli inizi
Quando rientra dall'Australia nel 1988 il suo primo club è l'A.C. Santa Lucia, squadra di una frazione di Prato, in cui il suo primo allenatore è Luciano Diamanti, padre del calciatore Alessandro. L'anno successivo viene tesserato ancora in giovane età dal Prato, squadra per cui tifava, mettendosi in luce con vari gol nel campionato Berretti.

Un giovane Vieri al Torino nella stagione 1991-1992

Nell'estate del 1990 si trasferisce al Torino grazie a una segnalazione di Rosario Rampanti, il quale lo consiglia subito all'allenatore Sergio Vatta. Dopo un anno nel settore giovanile al Torino, nella stagione 1991-1992 Vieri entra nel giro della prima squadra grazie all'allenatore Emiliano Mondonico, che lo fa esordire in Coppa Italia all'età di 18 anni, il 30 ottobre 1991, contro la Lazio. In questa occasione realizza anche la rete del definitivo 2-0 per i granata, dopo il gol del vantaggio firmato da Enrico Annoni. Il 15 dicembre dello stesso anno debutta in Serie A a 18 anni, nei minuti finali della partita Torino-Fiorentina (2-0); segna anche il suo primo gol al Genoa nella sfida vinta dai granata per 4-0.
Al fine di giocare con più continuità, dall'annata successiva Vieri milita in Serie B, nelle file del Pisa, con cui consegue la salvezza nel 1992-1993, poi nel neopromosso Ravenna, di cui non riesce a evitare la retrocessione in C1 al termine del campionato cadetto 1993-1994 (pur risultando l'attaccante più prolifico della sua squadra) e, infine, nel Venezia, nel quale, autore di un discreto campionato, mette a segno 11 gol nella stagione 1994-1995. Gli si riaprono dunque le porte della Serie A, dato che viene acquistato dall'Atalanta, club nel frattempo neopromosso in quello stesso anno. Nel club bergamasco si mette definitivamente in luce nella stagione 1995-1996.

#### Juventus
Nel 1996 la Juventus lo acquista per 7,3 miliardi di lire. L'8 settembre, contro la Reggiana, Vieri esordisce in squadra bianconera e firma subito la sua prima rete stagionale in Serie A con la Juventus.
All'inizio il giocatore non riesce a integrarsi nella squadra, soprattutto a causa di alcuni dissapori con l'allenatore Marcello Lippi. Questi dissapori culminarono il 12 gennaio 1997, nell'intervallo di Juventus-Atalanta, quando il giocatore e l'allenatore arrivarono a prendersi a pugni. Vieri ricorda così questo episodio:

Vieri in azione alla Juventus durante la Champions League 1996-1997

Riappacificatosi con l'allenatore e dopo un periodo in panchina, Vieri riesce a riprendersi la maglia da titolare e gioca le restanti partite del campionato. Il 15 marzo segna la sua prima doppietta in maglia bianconera nella sfida vinta 3-0 contro la Roma; realizza due gol anche il successivo 6 aprile, nella roboante vittoria sul Milan per 6-1.
Chiude la stagione con la Juventus con 14 gol segnati, vincendo lo scudetto, la Supercoppa UEFA e la Coppa Intercontinentale e arrivando a disputare la finale di Champions League, persa contro il Borussia Dortmund.

#### Atlético Madrid
Nonostante le intenzioni di far rimanere il giocatore a Torino del patron bianconero Gianni Agnelli, nella stagione successiva Vieri viene ceduto all'Atlético Madrid per 34 miliardi di lire. Vieri ricorda che il trasferimento in Spagna è «stata la cosa migliore che ho fatto da quando gioco a calcio».

Vieri (a destra) in azione all'Atlético Madrid, marcato dal laziale Nesta, durante le semifinali di Coppa UEFA 1997-1998.

Principale rinforzo del club presieduto da Jesús Gil insieme al brasiliano Juninho Paulista, l'attaccante italiano esordisce con la squadra madrilena il 30 agosto 1997, nella partita pareggiata per 1-1 contro il Real Madrid al Bernabéu e valida per la prima giornata del campionato di Primera División. Il primo gol con i colchoneros arriva il 16 settembre, su calcio di rigore, nella gara vinta per 2-1 al Calderón contro il Leicester City, nel primo turno di Coppa UEFA. Undici giorni dopo segna i primi gol in campionato, realizzando una doppietta nella partita pareggiata in casa contro il Celta Vigo (3-3). Nel mese di ottobre mette a referto due triplette consecutive, nel successo per 5-1 sul campo del Real Saragozza e per 5-2 in casa contro il PAOK il 21 ottobre, nei quarti di finale di Coppa UEFA. Contro i greci realizza un gol annoverato tra i migliori della sua carriera calcistica: beffa il portiere avversario, che stava facendo scorrere il pallone sul fondo, recuperandolo proprio sulla linea e segnando con un tiro a effetto. Il 21 marzo 1998 realizza una quaterna sul campo del Salamanca UDS, nella partita persa per 5-4. Termina la stagione con 29 gol in 32 presenze. Nella Liga, in cui l'Atlético chiude con un deludente settimo posto, Vieri segna 24 gol in 24 partite, risultato che gli frutta il primo posto nella classifica marcatori e quindi la vittoria del Trofeo Pichichi: è il primo (e finora unico) italiano a vincerlo.

#### Lazio
Poco prima della fine della fase estiva del calciomercato, il 28 agosto 1998, viene acquistato dalla Lazio per 55 miliardi di lire. Il 13 settembre 1998, nella gara pareggiata 1-1 contro il Piacenza, debutta con la squadra romana. Il 23 settembre, durante la gara di ritorno dei sedicesimi di finale di Coppa Italia, contro il Cosenza, si infortuna al ginocchio e sarà costretto a rimanere inattivo per oltre tre mesi. Rientra in campo e segna il primo gol con la Lazio il 6 gennaio 1999, risultando decisivo per la vittoria contro il Bologna.

Vieri in azione palla al piede con la Lazio nella stagione 1998-1999

Vieri gioca con continuità fino alla fine del campionato, segnando 12 gol in 22 presenze. Con la Lazio si piazza secondo in campionato sfiorando lo scudetto (è suo il colpo di testa che va a spegnersi contro la traversa nella sfida decisiva che terminerà 1-1 con la Fiorentina e in seguito sancirà il sorpasso-scudetto del Milan per un solo punto).
Oltre al campionato, Vieri è determinante per le vittorie della Lazio in Coppa delle Coppe, giunta alla sua ultima edizione. L'8 aprile 1999, nella semifinale giocata contro il Lokomotiv Mosca, gioca una buona gara (colpisce in pieno la traversa avversaria e arriva vicino al gol del raddoppio per i laziali), risultando decisivo per il passaggio della Lazio in finale. Il 19 maggio 1999 vince il trofeo, realizzando, tra l'altro, il primo dei due gol con cui i biancocelesti sconfiggono per 2-1 il Maiorca nella finale di Birmingham. Vieri ricorda questa sfida come una delle più belle della sua vita.

#### Inter
Nel giugno 1999 viene ceduto all'Inter per 90 miliardi di lire, all'epoca un record nella storia del calciomercato; nel prezzo è compreso il cartellino di Diego Simeone, valutato 21 miliardi. Il successivo 29 agosto debutta a San Siro con una tripletta al Verona. I nerazzurri finiranno il campionato al quarto posto. Nel torneo successivo è il miglior marcatore della squadra con 18 reti: tra queste, si ricorda la tripletta messa a segno contro il Perugia il 1º aprile 2001.
Nel 2001-02 trascina i nerazzurri a un passo dal titolo, realizzando 22 reti e offrendo un rendimento eccellente; ciò non basterà a vincere lo scudetto, perso all'ultima giornata a causa della sconfitta contro la sua ex squadra, la Lazio, che il 5 maggio 2002 batte per 4-2 in casa i milanesi. Nell'incontro Vieri è autore del gol del temporaneo 1-0. L'anno dopo, l'attaccante si laurea capocannoniere del campionato di Serie A, con più reti che presenze (24 a 23): 4 gol sono realizzati al Brescia nella sfida del 1º dicembre 2002. Segna anche 3 gol in Champions League, i primi con la formazione lombarda; 2 di questi sono nel quarto di finale contro il Valencia. Nel ritorno con gli spagnoli si infortuna, chiudendo anzitempo la sua stagione.

Vieri (a sinistra) e Ronaldo all'Inter nella stagione 1999-2000

Il 6 gennaio 2004, nel 3-1 con il Lecce, segna il suo 100º gol con la squadra, ma nel corso della stagione è schierato con minor frequenza dal tecnico Alberto Zaccheroni (subentrato a Héctor Cúper in autunno), visto anche il ritorno in maglia nerazzurra di Adriano, centravanti dalle caratteristiche simili alle sue. Il mese successivo, nella semifinale di Coppa Italia contro la Juventus decisa ai tiri di rigore, il suo errore dal dischetto e il successivo centro di Fabrizio Miccoli sanciscono l'eliminazione dell'Inter.
Rimasto a Milano anche dopo l'arrivo di Roberto Mancini, il 6 febbraio 2005 segna al Parma la 100ª rete in Serie A con la compagine ambrosiana. Alla fine della sesta stagione in nerazzurro, vince l'unico trofeo: la Coppa Italia, cui contribuisce con 3 gol, 2 dei quali realizzati nella semifinale di ritorno contro il Cagliari.

#### Milan e Monaco
Nel luglio 2005, dopo la risoluzione del contratto che lo legava all'Inter, si accorda con i concittadini del Milan. Gioca la prima gara in rossonero il 18 settembre, subentrando nel finale della sconfitta (2-1) con la Sampdoria. Il 26 ottobre segna il primo gol, in occasione della vittoria (3-1) contro l'Empoli. Si ripete in Coppa Italia contro il Brescia, in un altro successo per 3-1. Poiché la concorrenza di Ševčenko e Gilardino lo relega ai margini dell'attacco, nel gennaio 2006, per avere la possibilità di essere convocato l'estate successiva in nazionale, viene ceduto al Monaco. Esordisce nel campionato francese il 14 gennaio, nella gara persa 0-1 contro il Bordeaux. Il 4 febbraio, nella gara vinta 3-1 contro Rennes, segna una doppietta. Il 25 marzo, nella gara pareggiata 1-1 contro il Paris Saint-Germain, subisce un serio infortunio, che lo costringe a chiudere in anticipo la stagione, compromettendo un'eventuale partecipazione al campionato del mondo 2006.

#### Parentesi alla Sampdoria, primo ritorno all'Atalanta
Nel giugno 2006 si accorda con la Sampdoria in vista della stagione 2006-2007, ma ad agosto, subito dopo la presentazione con la maglia blucerchiata, si ritrova nuovamente svincolato. Il giocatore, al tempo infortunato, sceglie di andare in vacanza con l’allora ex compagna Melissa Satta invece che partire in ritiro con la squadra, provocando l’ira del presidente doriano Riccardo Garrone, il quale, per tutta risposta, non deposita il contratto in Lega.
Dopo alcune settimane, il giocatore firma per l'Atalanta, tornando così a Bergamo dopo dieci anni. La prima convocazione con i nerazzurri, ritardata dai problemi seguiti all'infortunio, arriva il 17 aprile 2007, in vista della gara di campionato contro l'Empoli, nella quale gioca i 20 minuti finali. Torna al gol in campionato meno di un mese dopo, il 6 maggio 2007, nella partita vinta per 3-1 contro il Siena, grazie a un tiro di sinistro da 40 metri che sorprende il portiere bianconero Manninger. Conclude la stagione con 2 gol in 7 partite.

#### Fiorentina, secondo ritorno all'Atalanta e ritiro

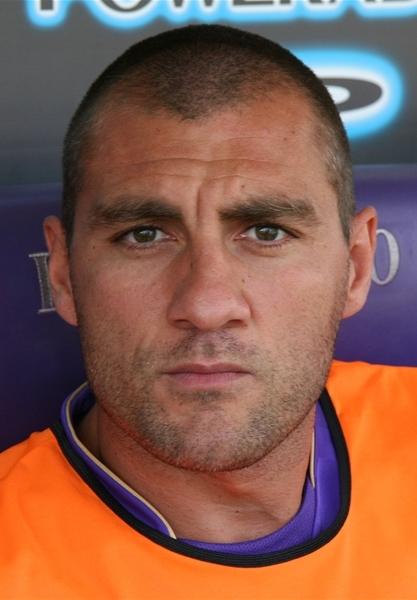
Vieri alla Fiorentina nella stagione 2007-2008

Al termine della stagione 2006-2007, scaduto il contratto con l'Atalanta, passa alla Fiorentina a parametro zero e il 16 settembre segna il primo gol in maglia viola con un perentorio colpo di testa all'incrocio dei pali, proprio all'Atalanta. Il 25 ottobre, contro il Villarreal, realizza il suo primo gol in Europa con la maglia della Fiorentina, tra l'altro in occasione della quattrocentesima partita tra i professionisti. Il suo bottino personale a Firenze è di 9 gol (di cui 3 in Coppa UEFA e 6 in Serie A). Con la Fiorentina arriva fino alla semifinale di Coppa UEFA, dove viene eliminato dai Rangers ai tiri di rigore: suo l'errore decisivo dal dischetto. Al termine della stagione non rinnova il contratto con i viola, rimanendo svincolato.
Nel giugno 2008, in previsione di un suo possibile nuovo ritorno all'Atalanta, i tifosi bergamaschi, contrariati per il modo in cui l'attaccante si era trasferito alla Fiorentina nel 2007, protestano platealmente; ciò nonostante il 30 giugno il club lombardo ne ufficializza l'acquisto. In maglia nerazzurra Vieri gioca 9 partite e segna 2 gol, ma la stagione è segnata da una serie di infortuni. Il 1º aprile 2009 il giocatore chiede di interrompere anticipatamente il rapporto con la società, ottenendo la risoluzione consensuale.
Nel novembre 2009 decide di trasferirsi in Brasile, al Botafogo-SP, ma, dopo aver trovato l’accordo con il club paulista, non si presenta alle visite mediche, costringendo così la dirigenza brasiliana a rinunciare al suo ingaggio. Decide quindi di ritirarsi dal calcio, all'età di 36 anni: il suo ultimo gol è quello realizzato il 21 dicembre 2008 nella gara interna persa per 1-3 dall'Atalanta contro la Juventus.

### Nazionale

#### Nazionali giovanili
Nel 1992 esordì nella nazionale under-21 di Cesare Maldini, che lo inserì nella lista dei convocati per l'europeo di categoria del 1994. Durante la competizione segnò il secondo dei cinque tiri di rigore che sancirono la vittoria degli azzurrini sulla Francia in semifinale. Gli azzurrini vinsero poi la finale contro il Portogallo. Segnò inoltre un gol nei quarti di finale dell'europeo under 21 del 1996, sempre contro il Portogallo, nella partita finita 2-0 per gli azzurrini, che poi alzeranno il trofeo a Barcellona per la terza volta consecutiva.
In totale vestì in 22 occasioni la maglia dell'under 21, realizzando 11 reti.

#### Nazionale maggiore

Vieri (a destra) in azione in maglia azzurra nel 1997, alle prese con l'inglese Campbell nel corso delle qualificazioni al.

Il capitolo relativo alla nazionale maggiore è probabilmente uno dei migliori nella carriera di Vieri. Ha vestito 49 volte la maglia azzurra segnando 23 reti, che lo pongono al nono posto nella classifica dei migliori marcatori azzurri di sempre, e pur non avendo mai vinto un titolo internazionale è sempre riuscito a spiccare nei campionati mondiali, dove, in due edizioni, ha realizzato nove reti, grazie alle quali è il migliore marcatore italiano ai Mondiali, a pari merito con Paolo Rossi e Roberto Baggio.

Vieri (in piedi, secondo da sinistra) numero dieci della nazionale nel 1999

Convocato per la prima volta dal commissario tecnico Cesare Maldini, ha esordito in nazionale il 29 marzo 1997, a 23 anni, nella partita Italia-Moldavia (3-0), in cui ha realizzato il 1000º gol nella storia della nazionale. Nello stesso anno ha fatto parte della selezione azzurra che disputa il Torneo di Francia, competizione amichevole in preparazione del mondiale dell'anno successivo.
Diventato il centravanti titolare, partecipa al campionato del mondo 1998 in Francia, rivelandosi uno dei protagonisti della manifestazione. A Bordeaux, l'11 giugno, esordisce in un campionato mondiale di calcio disputando la gara d'esordio dell'Italia contro il Cile. Nel primo tempo, su assist di Roberto Baggio, segna il gol del provvisorio vantaggio italiano (la partita finirà 2-2). Nella seconda gara contro il Camerun, Vieri sigla la sua prima doppietta in maglia azzurra nell'ultimo quarto d'ora della partita, terminata con il 3-0. Nella terza partita, su assist di Alessandro Del Piero, Vieri firma la prima delle due reti contro l'Austria, gara che termina 2-1. Negli ottavi di finale contro la Norvegia, Vieri segna il gol del definitivo 1-0 per gli italiani e porta la squadra ai quarti di finale contro i padroni di casa della Francia, terminati ai tiri di rigore: Vieri realizza uno dei tiri dal dischetto, ma gli errori di Demetrio Albertini e Luigi Di Biagio condannano l'Italia alla sconfitta. Insieme al portiere Gianluca Pagliuca, Vieri sarà uno dei due italiani inseriti nell'elenco dei 38 migliori giocatori del torneo.
Dopo aver segnato 3 gol nelle qualificazioni al campionato d'Europa 2000, con il CT Dino Zoff, è costretto a saltare la fase finale per un infortunio occorsogli poche settimane prima della manifestazione disputata in Belgio e nei Paesi Bassi.
Confermato dal CT Giovanni Trapattoni, partecipa al campionato del mondo 2002 disputato in Corea del Sud e Giappone, e anche in questo suo secondo Mondiale rientra tra i protagonisti. Risulta decisivo già dalla gara d'esordio contro l'Ecuador, vinta per 2-0, nella quale segna la sua seconda doppietta in maglia azzurra. Nella seconda gara contro la Croazia porta in vantaggio l'Italia che, nonostante tutto, viene sconfitta per 2-1 dalla squadra avversaria. Vieri gioca anche gli ottavi di finale contro i padroni di casa Corea del Sud, dove segna il gol del vantaggio per la nazionale italiana. La partita, tuttavia, viene vinta dai coreani (anche a causa delle controverse decisioni dell'arbitro, l'ecuadoriano Byron Moreno) e gli Azzurri vengono eliminati dalla competizione.

Vieri in azione contro la Finlandia, gara valida per le qualificazioni ad Euro 2004 e in cui realizzò la sua ultima doppietta in nazionale

Al campionato d'Europa 2004 gioca tutte le tre partite dell'Italia, ma senza andare a segno; la nazionale italiana viene eliminata al primo turno. Nella conferenza stampa dopo la gara con la Svezia, accusa i giornalisti di scrivere notizie false (i giornali avevano infatti riportato di un presunto litigio avvenuto tra lui e Gianluigi Buffon). Il 12 ottobre 2005, sotto la gestione di Marcello Lippi, gioca la sua ultima partita proprio contro la Moldavia, la stessa avversaria del suo debutto, segnando il suo ultimo gol azzurro.
Lo stesso Marcello Lippi, nel 2015, dichiarerà che la distorsione al ginocchio rimediata da Vieri nella primavera del 2006 fu l'unico motivo per cui l'attaccante bolognese non fece parte della selezione italiana al campionato del mondo 2006, vinto proprio dagli Azzurri.

## Controversie giudiziarie
Sul finire degli anni 2000, Vieri ha avviato un procedimento davanti al giudice civile Damiano Spera denunciando di aver subito danni psicologici (in particolare insonnia e depressione) per essere stato pedinato per conto dell'Inter tra il 2000 e il 2001 e nel 2004 e spiato tramite l'acquisizione illecita dei propri tabulati telefonici. Vieri ha chiesto un risarcimento di 12 milioni di euro a Telecom Italia e di 9 250 000 euro all'Inter. Il 3 settembre 2012 il giudice di Milano ha condannato Inter e Telecom Italia al risarcimento in solido di 1 milione di euro in favore di Vieri. Dalle motivazioni è emerso come non siano stati riconosciuti il danno patrimoniale e il "danno non patrimoniale da lesione del bene salute", mentre è stato riconosciuto quello "non patrimoniale da lesione del diritto alla privacy". A luglio del 2015 la Corte d'Appello di Milano ha ridotto il risarcimento a lui spettante a 80 000 euro per Telecom e a 40 000 euro per l'Inter. Nel gennaio 2018 la Corte d'Appello di Milano rigetta il suo ricorso dichiarandolo inammissibile e lo costringe a rifondere entrambe le società di 33 000 euro per le spese legali.
Nel maggio 2012 viene indagato per calcioscommesse riguardo ad alcune partite tra cui Inter-Lecce 1-0 del 20 marzo 2011. Il 30 novembre dello stesso anno la procura di Cremona chiede una proroga di sei mesi per lui e altri 32 degli indagati. Nel luglio 2013 seguente il pm di Cremona Roberto Di Martino ha mandato un avviso ai 149 indagati per notificare il maxi incidente probatorio che sarà condotto sulle 200 apparecchiature poste sotto sequestro durante le indagini. Tra gli indagati figura lo stesso Vieri. Il 9 febbraio 2015 la procura di Cremona termina le indagini e per Vieri viene chiesta l'archiviazione.
L'11 gennaio 2013 viene indagato dalla Procura di Milano per concorso in bancarotta insieme all'ex compagno di squadra e amico Cristian Brocchi. I due calciatori sono sotto inchiesta per il fallimento da 14 milioni di euro della loro società di arredi di lusso, la "Bfc&co". Le loro abitazioni sono state perquisite dai militari della Guardia di Finanza su mandato del pm Ascione e risultano coinvolte anche le loro madri, Christiane Rivaux e Rossella Cerruti, entrambe con una carica sociale, oltre all'amministratore della società Fabio Arcuri. Vieri si difende dicendo che ha finanziato la società con 3 milioni di euro e sostenendo di non aver avuto alcun tipo di attività gestoria. Il 12 febbraio 2014 il pm Ascione chiede l'archiviazione per l'ex calciatore e per sua madre.

## Fuori dal campo
Nel 2000 recita un cameo nel film Faccia di Picasso di Massimo Ceccherini, interpretando il ruolo di Ivan Drago nell'Omaggio a quella fava di Rocky IV, che il comico toscano dedica al personaggio del pugile Rocky Balboa, reso celebre dalle interpretazioni cinematografiche di Sylvester Stallone. Nello stesso periodo, insieme al collega Paolo Maldini, fonda il marchio di vestiti Sweet Years. Nel corso degli anni, inoltre, compare in molti spot televisivi per CEPU, TIM, Toys Center, Peugeot, Fastweb, Fonzies, Gillette, TIMVision, Crocierissime, AGCOM, Dipartimento per l'informazione e l'editoria e FAPAV.
Nel 2012 partecipa come concorrente, in coppia con Natalia Titova, all'ottava stagione di Ballando con le stelle, il talent show di Rai 1 sul ballo condotto da Milly Carlucci con la partecipazione di Paolo Belli e si classifica al quinto posto. Dal 24 marzo 2012 partecipa al programma Ballando con te (spin-off di Ballando con le stelle). Nel 2013 è protagonista insieme all'ex compagno di nazionale Marco Delvecchio del programma tv Bobo&Marco - I Re del ballo in onda su Sky Uno.
Dal 22 aprile 2014, in vista dell'imminente Mondiale, diventa opinionista e ospite frequente del canale BeIN Sports negli studi di Miami. L'anno seguente esce la sua autobiografia Chiamatemi bomber, scritta con Mirko Graziano. Sarà poi opinionista sempre di BeIN negli studi di Parigi per il campionato d'Europa 2016 e per il campionato del mondo 2018.
Nelle estati del 2018 e del 2019 organizza in giro per le spiagge italiane la Bobo Summer Cup, un tour di partite benefiche di calcio-tennis alle quali partecipano diversi ex calciatori. Reinventatosi disc jockey, nel luglio del 2019 pubblica il suo primo singolo, The Chance, realizzato con il dj Luca Cassani e la cantante Lara Caprotti.
Nella stagione televisiva 2019-2020 è opinionista di Tiki Taka - Il calcio è il nostro gioco e Pressing Champions League su Italia 1.
Nell'estate del 2020 pubblica il singolo Una vita da Bomber, insieme a Nicola Ventola e Daniele Adani, suoi compagni di squadra quando giocava nell'Inter. A dicembre con Bernardo Corradi lancia PLB eSports, un progetto di formazione e intrattenimento per lo sviluppo professionale di giovani talenti nel mondo dei videogiochi. Sempre nel 2020, insieme a Lele Adani, Nicola Ventola e Antonio Cassano dà vita alla Bobo TV, trasmessa in streaming su Twitch. Nello stesso anno consegue anche la qualifica UEFA A come allenatore a Coverciano. Nel frattempo diventa ambassador di Coin of Champions nell'ambito delle criptovalute e lancia la propria birra artigianale, la Bombeer.
Nel 2022 commenta le gare della Serie A per Paramount + e, insieme a Nicola Ventola e Giovanni Barsotti, per DAZN nel nuovo format Coca-Cola Super Match. Il 10 giugno prende via il tour della Bobo TV a teatro, in concomitanza con la Bobo Summer Cup Padel Tour, una serie di partite benefiche di padel, con tre tappe a Viareggio, Civitanova Marche e Jesolo; il tour prosegue anche nel 2023. In occasione del Mondiale in Qatar è opinionista al Il circolo dei mondiali su Rai 1 e alla Bobo TV su Rai 1 e su RaiPlay (in diretta streaming e on demand). Dal 13 novembre 2023 la Bobo TV, col format Bobo Vieri Talk Show, approda anche su Radio TV Serie A con RDS per due appuntamenti al mese. Per la stagione 2024-2025 è nuovamente opinionista per DAZN nel programma della domenica sera Serie A Show oltreché bordocampista. È poi inviato per DAZN al Mondiale per club del 2025.

### Cinema
- Faccia di Picasso, regia di Massimo Ceccherini (2000)

### Programmi TV
- Chi vuol essere milionario (Canale 5, 2003) - Concorrente
- Ballando con le stelle (Rai 1, 2012) - Concorrente
- Ballando con te (Rai 1, 2012) - Coach
- Bobo&Marco - I re del ballo (Sky Uno, 2013) - Conduttore
- Mondiale di Calcio 2014 (BeIN Sports, 2014) - Opinionista
- Europeo 2016 (BeIN Sports, 2016) - Opinionista
- Mondiale di Calcio 2018 (BeIN Sports, 2018) - Opinionista
- Tiki Taka - Il calcio è il nostro gioco (Italia 1, 2019-2020) - Opinionista
- Pressing Champions League (Italia 1, 2019-2020) - Opinionista
- Bomber vs King (Italia 1, 2021)
- CBS Sports Golazo (Paramount +, 2022) - Opinionista
- Coca-Cola Super Match (DAZN, dal 2022) - Opinionista
- Il circolo dei mondiali (Rai 1, 2022) - Opinionista
- Bobo TV - Speciale Qatar (Rai 1 / RaiPlay, 2022)
- Serie A Show (DAZN, dal 2024) - Opinionista

## Statistiche
Tra club, nazionale maggiore e nazionali giovanili, Vieri ha giocato globalmente 552 partite segnando 272 reti, alla media di 0,50 gol a partita.

### Presenze e reti nei club
Statistiche aggiornate al termine della carriera da calciatore.
| Stagione        | Squadra         | Campionato      | Campionato | Campionato | Coppe nazionali | Coppe nazionali | Coppe nazionali | Coppe continentali | Coppe continentali | Coppe continentali | Altre coppe | Altre coppe | Altre coppe | Totale | Totale |
| Stagione        | Squadra         | Comp            | Pres       | Reti       | Comp            | Pres            | Reti            | Comp               | Pres               | Reti               | Comp        | Pres        | Reti        | Pres   | Reti   |
| --------------- | --------------- | --------------- | ---------- | ---------- | --------------- | --------------- | --------------- | ------------------ | ------------------ | ------------------ | ----------- | ----------- | ----------- | ------ | ------ |
| 1989-1990       | Prato           | C1              | 0          | 0          | CI-C            | 1               | 0               | -                  | -                  | -                  | -           | -           | -           | 1      | 0      |
| 1990-1991       | Torino          | A               | 0          | 0          | CI              | 0               | 0               | -                  | -                  | -                  | -           | -           | -           | 0      | 0      |
| 1991-1992       | Torino          | A               | 6          | 1          | CI              | 1               | 1               | CU                 | 0                  | 0                  | -           | -           | -           | 7      | 2      |
| lug.-nov. 1992  | Torino          | A               | 1          | 0          | CI              | 1               | 0               | -                  | -                  | -                  | -           | -           | -           | 2      | 0      |
| Totale Torino   | Totale Torino   | Totale Torino   | 7          | 1          |                 | 2               | 1               |                    | 0                  | 0                  |             | -           | -           | 9      | 2      |
| 1992-1993       | Pisa            | B               | 18         | 2          | CI              | 0               | 0               | -                  | -                  | -                  | -           | -           | -           | 18     | 2      |
| 1993-1994       | Ravenna         | B               | 32         | 12         | CI              | 1               | 0               | -                  | -                  | -                  | -           | -           | -           | 33     | 12     |
| 1994-1995       | Venezia         | B               | 29         | 11         | CI              | 0               | 0               | -                  | -                  | -                  | -           | -           | -           | 29     | 11     |
| 1995-1996       | Atalanta        | A               | 19         | 7          | CI              | 2               | 2               | -                  | -                  | -                  | -           | -           | -           | 21     | 9      |
| 1996-1997       | Juventus        | A               | 23         | 8          | CI              | 5               | 1               | UCL                | 8                  | 4                  | SU+CInt     | 1+0         | 1+0         | 37     | 14     |
| 1997-1998       | Atlético Madrid | PD              | 24         | 24         | CR              | 1               | 0               | CU                 | 7                  | 5                  | -           | -           | -           | 32     | 29     |
| 1998-1999       | Lazio           | A               | 22         | 12         | CI              | 2               | 1               | CdC                | 4                  | 1                  | SI          | 0           | 0           | 28     | 14     |
| 1999-2000       | Inter           | A               | 19+1       | 13+0       | CI              | 5               | 5               | -                  | -                  | -                  | -           | -           | -           | 25     | 18     |
| 2000-2001       | Inter           | A               | 27         | 18         | CI              | 0               | 0               | UCL+CU             | 0+5                | 0+1                | -           | -           | -           | 32     | 19     |
| 2001-2002       | Inter           | A               | 25         | 22         | CI              | 1               | 0               | CU                 | 2                  | 3                  | -           | -           | -           | 28     | 25     |
| 2002-2003       | Inter           | A               | 23         | 24         | CI              | 0               | 0               | UCL                | 14                 | 3                  | -           | -           | -           | 37     | 27     |
| 2003-2004       | Inter           | A               | 22         | 13         | CI              | 1               | 0               | UCL+CU             | 5+4                | 2+2                | -           | -           | -           | 32     | 17     |
| 2004-2005       | Inter           | A               | 27         | 13         | CI              | 3               | 3               | UCL                | 6                  | 1                  | -           | -           | -           | 36     | 17     |
| Totale Inter    | Totale Inter    | Totale Inter    | 143+1      | 103+0      |                 | 10              | 8               |                    | 36                 | 12                 |             | -           | -           | 190    | 123    |
| 2005-gen. 2006  | Milan           | A               | 8          | 1          | CI              | 1               | 1               | UCL                | 5                  | 0                  | -           | -           | -           | 14     | 2      |
| gen.-giu. 2006  | Monaco          | L1              | 7          | 3          | CF+CdL          | 0+2             | 0+1             | CU                 | 2                  | 1                  | -           | -           | -           | 11     | 5      |
| 2006-2007       | Atalanta        | A               | 7          | 2          | CI              | 0               | 0               | -                  | -                  | -                  | -           | -           | -           | 7      | 2      |
| 2007-2008       | Fiorentina      | A               | 26         | 6          | CI              | 1               | 0               | CU                 | 12                 | 3                  | -           | -           | -           | 39     | 9      |
| 2008-2009       | Atalanta        | A               | 9          | 2          | CI              | 0               | 0               | -                  | -                  | -                  | -           | -           | -           | 9      | 2      |
| Totale Atalanta | Totale Atalanta | Totale Atalanta | 35         | 11         |                 | 2               | 2               |                    | -                  | -                  |             | -           | -           | 37     | 13     |
| Totale carriera | Totale carriera | Totale carriera | 374+1      | 194+0      |                 | 28              | 15              |                    | 74                 | 26                 |             | 1           | 1           | 478    | 236    |

### Cronologia presenze e reti in nazionale
| Cronologia completa delle presenze e delle reti in nazionale ― Italia | Cronologia completa delle presenze e delle reti in nazionale ― Italia | Cronologia completa delle presenze e delle reti in nazionale ― Italia | Cronologia completa delle presenze e delle reti in nazionale ― Italia | Cronologia completa delle presenze e delle reti in nazionale ― Italia | Cronologia completa delle presenze e delle reti in nazionale ― Italia | Cronologia completa delle presenze e delle reti in nazionale ― Italia | Cronologia completa delle presenze e delle reti in nazionale ― Italia |
| Data                                                                  | Città                                                                 | In casa                                                               | Risultato                                                             | Ospiti                                                                | Competizione                                                          | Reti                                                                  | Note                                                                  |
| --------------------------------------------------------------------- | --------------------------------------------------------------------- | --------------------------------------------------------------------- | --------------------------------------------------------------------- | --------------------------------------------------------------------- | --------------------------------------------------------------------- | --------------------------------------------------------------------- | --------------------------------------------------------------------- |
| 29-3-1997                                                             | Trieste                                                               | Italia                                                                | 3 – 0                                                                 | Moldavia                                                              | Qual. Mondiali 1998                                                   | 1                                                                     | 68’                                                                   |
| 2-4-1997                                                              | Chorzów                                                               | Polonia                                                               | 0 – 0                                                                 | Italia                                                                | Qual. Mondiali 1998                                                   | -                                                                     |                                                                       |
| 8-6-1997                                                              | Lione                                                                 | Italia                                                                | 3 – 3                                                                 | Brasile                                                               | Torneo di Francia                                                     | -                                                                     | 59’                                                                   |
| 11-6-1997                                                             | Parigi                                                                | Italia                                                                | 2 – 2                                                                 | Francia                                                               | Torneo di Francia                                                     | -                                                                     | 77’                                                                   |
| 10-9-1997                                                             | Tbilisi                                                               | Georgia                                                               | 0 – 0                                                                 | Italia                                                                | Qual. Mondiali 1998                                                   | -                                                                     | 64’                                                                   |
| 11-10-1997                                                            | Roma                                                                  | Italia                                                                | 0 – 0                                                                 | Inghilterra                                                           | Qual. Mondiali 1998                                                   | -                                                                     |                                                                       |
| 29-10-1997                                                            | Mosca                                                                 | Russia                                                                | 1 – 1                                                                 | Italia                                                                | Qual. Mondiali 1998                                                   | 1                                                                     |                                                                       |
| 22-4-1998                                                             | Parma                                                                 | Italia                                                                | 3 – 1                                                                 | Paraguay                                                              | Amichevole                                                            | -                                                                     | 56’                                                                   |
| 11-6-1998                                                             | Bordeaux                                                              | Italia                                                                | 2 – 2                                                                 | Cile                                                                  | Mondiali 1998 - 1º turno                                              | 1                                                                     | 71’                                                                   |
| 17-6-1998                                                             | Montpellier                                                           | Italia                                                                | 3 – 0                                                                 | Camerun                                                               | Mondiali 1998 - 1º turno                                              | 2                                                                     |                                                                       |
| 23-6-1998                                                             | Saint-Denis                                                           | Italia                                                                | 2 – 1                                                                 | Austria                                                               | Mondiali 1998 - 1º turno                                              | 1                                                                     | 60’                                                                   |
| 27-6-1998                                                             | Marsiglia                                                             | Italia                                                                | 1 – 0                                                                 | Norvegia                                                              | Mondiali 1998 - Ottavi di finale                                      | 1                                                                     |                                                                       |
| 3-7-1998                                                              | Parigi                                                                | Italia                                                                | 0 – 0 dts (3 – 4 dtr)                                                 | Francia                                                               | Mondiali 1998 - Quarti di finale                                      | -                                                                     |                                                                       |
| 5-9-1998                                                              | Liverpool                                                             | Galles                                                                | 0 – 2                                                                 | Italia                                                                | Qual. Euro 2000                                                       | 1                                                                     |                                                                       |
| 28-4-1999                                                             | Zagabria                                                              | Croazia                                                               | 0 – 0                                                                 | Italia                                                                | Amichevole                                                            | -                                                                     |                                                                       |
| 5-6-1999                                                              | Bologna                                                               | Italia                                                                | 4 – 0                                                                 | Galles                                                                | Qual. Euro 2000                                                       | 1                                                                     | 46’                                                                   |
| 9-6-1999                                                              | Losanna                                                               | Svizzera                                                              | 0 – 0                                                                 | Italia                                                                | Qual. Euro 2000                                                       | -                                                                     | 60’                                                                   |
| 8-9-1999                                                              | Napoli                                                                | Italia                                                                | 2 – 3                                                                 | Danimarca                                                             | Qual. Euro 2000                                                       | 1                                                                     | 78’                                                                   |
| 9-10-1999                                                             | Minsk                                                                 | Bielorussia                                                           | 0 – 0                                                                 | Italia                                                                | Qual. Euro 2000                                                       | -                                                                     | 81’                                                                   |
| 23-2-2000                                                             | Palermo                                                               | Italia                                                                | 1 – 0                                                                 | Svezia                                                                | Amichevole                                                            | -                                                                     | 60’                                                                   |
| 28-2-2001                                                             | Roma                                                                  | Italia                                                                | 1 – 2                                                                 | Argentina                                                             | Amichevole                                                            | -                                                                     | 71’                                                                   |
| 1-9-2001                                                              | Kaunas                                                                | Lituania                                                              | 0 – 0                                                                 | Italia                                                                | Qual. Mondiali 2002                                                   | -                                                                     |                                                                       |
| 13-2-2002                                                             | Catania                                                               | Italia                                                                | 1 – 0                                                                 | Stati Uniti                                                           | Amichevole                                                            | -                                                                     | 46’                                                                   |
| 18-5-2002                                                             | Praga                                                                 | Rep. Ceca                                                             | 1 – 0                                                                 | Italia                                                                | Amichevole                                                            | -                                                                     | 46’                                                                   |
| 3-6-2002                                                              | Sapporo                                                               | Italia                                                                | 2 – 0                                                                 | Ecuador                                                               | Mondiali 2002 - 1º turno                                              | 2                                                                     |                                                                       |
| 8-6-2002                                                              | Kashima                                                               | Italia                                                                | 1 – 2                                                                 | Croazia                                                               | Mondiali 2002 - 1º turno                                              | 1                                                                     |                                                                       |
| 13-6-2002                                                             | Ōita                                                                  | Italia                                                                | 1 – 1                                                                 | Messico                                                               | Mondiali 2002 - 1º turno                                              | -                                                                     |                                                                       |
| 18-6-2002                                                             | Daejeon                                                               | Italia                                                                | 1 – 2 gg                                                              | Corea del Sud                                                         | Mondiali 2002 - Ottavi di finale                                      | 1                                                                     |                                                                       |
| 7-9-2002                                                              | Baku                                                                  | Azerbaigian                                                           | 0 – 2                                                                 | Italia                                                                | Qual. Euro 2004                                                       | -                                                                     | 57’                                                                   |
| 20-11-2002                                                            | Pescara                                                               | Italia                                                                | 1 – 1                                                                 | Turchia                                                               | Amichevole                                                            | 1                                                                     | 46’                                                                   |
| 29-3-2003                                                             | Palermo                                                               | Italia                                                                | 2 – 0                                                                 | Finlandia                                                             | Qual. Euro 2004                                                       | 2                                                                     | 82’                                                                   |
| 20-8-2003                                                             | Stoccarda                                                             | Germania                                                              | 0 – 1                                                                 | Italia                                                                | Amichevole                                                            | 1                                                                     | 69’                                                                   |
| 6-9-2003                                                              | Milano                                                                | Italia                                                                | 4 – 0                                                                 | Galles                                                                | Qual. Euro 2004                                                       | -                                                                     |                                                                       |
| 10-9-2003                                                             | Belgrado                                                              | Serbia e Montenegro                                                   | 1 – 1                                                                 | Italia                                                                | Qual. Euro 2004                                                       | -                                                                     | 79’                                                                   |
| 11-10-2003                                                            | Reggio Calabria                                                       | Italia                                                                | 4 – 0                                                                 | Azerbaigian                                                           | Qual. Euro 2004                                                       | 1                                                                     | 54’                                                                   |
| 12-11-2003                                                            | Varsavia                                                              | Polonia                                                               | 3 – 1                                                                 | Italia                                                                | Amichevole                                                            | -                                                                     |                                                                       |
| 18-2-2004                                                             | Palermo                                                               | Italia                                                                | 2 – 2                                                                 | Rep. Ceca                                                             | Amichevole                                                            | 1                                                                     | 46’                                                                   |
| 31-3-2004                                                             | Braga                                                                 | Portogallo                                                            | 1 – 2                                                                 | Italia                                                                | Amichevole                                                            | 1                                                                     | 57’                                                                   |
| 28-4-2004                                                             | Genova                                                                | Italia                                                                | 1 – 1                                                                 | Spagna                                                                | Amichevole                                                            | 1                                                                     | 75’                                                                   |
| 30-5-2004                                                             | Tunisi                                                                | Tunisia                                                               | 0 – 4                                                                 | Italia                                                                | Amichevole                                                            | -                                                                     | 61’                                                                   |
| 14-6-2004                                                             | Guimarães                                                             | Danimarca                                                             | 0 – 0                                                                 | Italia                                                                | Euro 2004 - 1º turno                                                  | -                                                                     |                                                                       |
| 18-6-2004                                                             | Porto                                                                 | Italia                                                                | 1 – 1                                                                 | Svezia                                                                | Euro 2004 - 1º turno                                                  | -                                                                     |                                                                       |
| 22-6-2004                                                             | Guimarães                                                             | Italia                                                                | 2 – 1                                                                 | Bulgaria                                                              | Euro 2004 - 1º turno                                                  | -                                                                     | 53’                                                                   |
| 9-2-2005                                                              | Cagliari                                                              | Italia                                                                | 2 – 0                                                                 | Russia                                                                | Amichevole                                                            | -                                                                     | 46’                                                                   |
| 4-6-2005                                                              | Oslo                                                                  | Norvegia                                                              | 0 – 0                                                                 | Italia                                                                | Qual. Mondiali 2006                                                   | -                                                                     | 57’                                                                   |
| 17-8-2005                                                             | Dublino                                                               | Irlanda                                                               | 1 – 2                                                                 | Italia                                                                | Amichevole                                                            | -                                                                     |                                                                       |
| 3-9-2005                                                              | Glasgow                                                               | Scozia                                                                | 1 – 1                                                                 | Italia                                                                | Qual. Mondiali 2006                                                   | -                                                                     |                                                                       |
| 8-10-2005                                                             | Palermo                                                               | Italia                                                                | 1 – 0                                                                 | Slovenia                                                              | Qual. Mondiali 2006                                                   | -                                                                     | 88’                                                                   |
| 12-10-2005                                                            | Lecce                                                                 | Italia                                                                | 2 – 1                                                                 | Moldavia                                                              | Qual. Mondiali 2006                                                   | 1                                                                     |                                                                       |
| Totale                                                                |                                                                       | Presenze (48º posto)                                                  | 49                                                                    |                                                                       | Reti (9º posto)                                                       | 23                                                                    |                                                                       |

### Record
- Con 9 gol al campionato mondiale, è il miglior realizzatore della nazionale italiana (a pari merito con Paolo Rossi e Roberto Baggio).[6]
- Con 24 reti in 23 presenze in Serie A nella stagione 2002-2003, risulta essere l'attaccante con la media realizzativa più alta (1,04) nella storia dei capocannonieri della competizione. Gonzalo Higuain diventerà poi il secondo ad andare oltre la media di un gol partita (1,02) nella stagione 2015-2016.[140]
- Unico calciatore italiano insieme a Luca Toni (in Bundesliga) e all'oriundo Delio Onnis (nella Division 1) ad aver vinto la classifica di capocannoniere in uno dei quattro principali campionati europei all'infuori dell'Italia (ovvero Inghilterra, Francia, Germania e Spagna).
- Unico giocatore italiano ad aver vinto il titolo di capocannoniere nella Primera División (24 reti).[2]
- Giocatore che ha segnato più gol di testa nella storia della Serie A.[141]
- Con 90 miliardi di lire, il suo trasferimento dalla Lazio all'Inter nell'estate del 1999 fu all'epoca un record nella storia del calciomercato.[12]

## Palmarès

### Club

#### Competizioni giovanili
- Campionato Primavera: 2

Torino: 1990-1991, 1991-1992

#### Competizioni nazionali
- Campionato italiano: 1

Juventus: 1996-1997
- Supercoppa italiana: 1

Lazio: 1998
- Coppa Italia: 1

Inter: 2004-2005

#### Competizioni internazionali
- Coppa Intercontinentale: 1

Juventus: 1996
- Supercoppa UEFA: 1

Juventus: 1996
- Coppa delle Coppe: 1

Lazio: 1998-1999

### Nazionale
- Campionato d'Europa Under-21: 2

Francia 1994, Spagna 1996

### Individuale
- Trofeo Pichichi: 1

1997-1998 (24 gol)
- Squadra dell'Anno ESM: 3

1997-1998, 2001-2002, 2002-2003
- Oscar del calcio AIC: 3

Miglior calciatore assoluto: 1999
Miglior calciatore italiano: 1999, 2002
- Guerin d'oro: 1

2001-2002
- Capocannoniere della Serie A: 1

2002-2003 (24 gol)
- Inserito nella FIFA 100 (2004)
- Legend Gazzetta Sports Awards (2018)
- Inserito nella Hall of Fame dell'Inter nella categoria Attaccanti (2022)

## Opere
- Chiamatemi bomber, con Mirko Graziano, Milano, Rizzoli, 2015, ISBN 978-88-17-08325-6.